# Tiếng Tamil
Tiếng Tamil (Tamiḻ; [t̪ɐmɨɻ]; phát âmⓘ) là một ngôn ngữ Dravida được nói chủ yếu bởi người Tamil tại Ấn Độ và Sri Lanka, và cũng bởi kiều dân Tamil, người Moor Sri Lanka, Burgher, Dougla, và Chindian. Tiếng Tamil là ngôn ngữ chính thức tại hai quốc gia, Sri Lanka và Singapore. Đây là ngôn ngữ chính thức tại bang Tamil Nadu và lãnh thổ liên bang Puducherry của Ấn Độ và cũng là một ngôn ngữ sử dụng trong giáo dục tại Malaysia, cùng với tiếng Anh, tiếng Mã Lai và tiếng Quan thoại. Tamil còn được nói bởi một thiểu số đáng kể tại Kerala, Karnataka, Andhra Pradesh, Telangana, và lãnh thổ quần đảo Andaman và Nicobar.
Tiếng Tamil là một trong các ngôn ngữ cổ điển lâu đời nhất thế giới. Những bản khắc Tamil-Brahmi từ năm 500 TCN đã được tìm thấy tại Adichanallur và các bản khắc Tamil-Brahmi 2.200 năm tuổi đã được tìm thấy ở Samanamalai. Nó đã được mô tả là "ngôn ngữ duy nhất của Ấn Độ đương đại với sự tiếp nối dễ dàng nhận ra với quá khứ cổ điển của nó." Sự đa dạng và chất lượng của văn học Tamil cổ điển đã khiến nó được mô tả là "một trong những nền văn học và truyền thống cổ điển vĩ đại trên thế giới".
Nền văn học Tamil được ghi chép và lưu giữ trong hơn 2000 năm. Thời kỳ đầu tiên của văn học Tamil, văn học Sangam, bắt đầu từ khoảng 300 TCN. Đây là nền văn học cổ nhất hiện có ở các ngôn ngữ Dravida. Những bản khắc tiếng Tamil viết bằng chữ Brahmi đã được phát hiện ở Sri Lanka, và có trên cả đồ thương mại ở Thái Lan và Ai Cập. Hai bản thảo cổ nhất tại Ấn Độ, được công nhận và quản lý bởi chương trình ký ức thế giới UNESCO năm 1997 và 2005, được viết bằng tiếng Tamil.
Năm 1578, các nhà truyền giáo Kitô giáo người Bồ Đào Nha đã ấn hành một cuối sách kinh tiếng Tamil viết bằng một dạng chữ Tamil gọi là 'Thambiraan Vanakkam,' do đó khiến tiếng Tamil trở thành ngôn ngữ đầu tiên của Ấn Độ được in ấn và phát hành (theo công nghệ tây phương). Tamil Lexicon, phát hành bởi đại học Madras, là cuốn từ điển cổ nhất phát hành bằng một ngôn ngữ Ấn Độ. Theo một nghiên cứu 2001, có 1.863 tờ báo tiếng Tamil, 353 trong số đó là nhật báo.

## Phân loại
Tiếng Tamil thuộc nhánh Nam của ngữ hệ Dravida, một nhóm gồm khoảng 26 ngôn ngữ bản địa tiểu lục địa Ấn Độ. Chính xác hơn, nó nằm trong nhóm ngôn ngữ Tamil, mà ngoài chính tiếng Tamil, còn một số ngôn ngữ khác nữa như tiếng Irula và tiếng Yerukula.
Ngôn ngữ lớn gần gũi nhất với tiếng Tamil là tiếng Malayalam; cả hai bắt đầu tách nhau ra vào khoảng thế kỷ IX. Dù nhiều điểm khác biệt giữa tiếng Tamil và tiếng Malayalam cho thấy một sự phân tách từ thời tiền sử ở phương ngữ tây của tiếng Tamil cổ, tiến trình hình thành như một ngôn ngữ riêng biệt của tiếng Malayalam chỉ hoàn thành vào thế kỷ XIII hay XIV.